# Blanchard Ryan
Blanchard Ryan (Boston, 12 gennaio 1967) è un'attrice statunitense, apparsa nel film Open Water del 2003.

## Biografia
Nata e cresciuta nel New England, si laurea alla University of New Hampshire, con un attestato in filosofia politica. Dopo gli studi lavora per MTV nella sezione degli effetti speciali. La sua carriera di attrice inizia con apparizioni in spot pubblicitari, mentre segue corsi di recitazione e improvvisazione a New York City. Altre apparizioni cinematografiche le registra in My Sister's Wedding, Remembering Sex, Exceed, Super Troopers, Big Helium Dog e Open Water. 

## Vita privata
È una grande appassionata di hockey su ghiaccio e suo padre, Ron Ryan, possiede la squadra NHL dei Philadelphia Flyers.

## Filmografia parziale

### Cinema
- Open Water, regia di Chris Kentis (2003)
- Pistol Whipped - L'ultima partita (Pistol Whipped), regia di Roel Reine (2008)
- È complicato (It's Complicated), regia di Nancy Meyers (2009)

### Televisione
- Sex and the City - serie TV, episodio 3x11 (2000)

## Doppiatrici italiane
- Roberta Pellini in Open Water